# Alfabeto batak
La scrittura batak, conosciuta nativamente come surat Batak, surat na sapulu sia (le 19 lettere) o si-sia-sia, è un abugida usato per scrivere le lingue batak austronesiane parlate da diverse milioni di persone nell'isola indonesiana di Sumatra.
La scrittura potrebbe derivare dalle scrittura kawi e Pallava, che derivano a loro volta dalla scrittura brahmi dell'India, o potrebbe derivare dall'ipotetica scrittura proto-sumatrese influenzata dal Pallava.

## Lettere
| Sia (lettere) |   |    |    |    |    |    |    |    |     |    |    |    |    |    |    |     |    |     |     |     |     |   |   |
| IPA           | a | ha | ka | ba | pa | na | wa | ga | dʒa | da | ra | ma | ta | sa | ja | ŋa  | la | ɲa  | tʃa | nda | mba | i | u |
| Trascrizione  | a | ha | ka | ba | pa | na | wa | ga | ja  | da | ra | ma | ta | sa | ja | nga | la | nya | ca  | nda | mba | i | u |
| Karo          | A | Ha | Ka | Ba | Pa | Na | Wa | Ga | Ja  | Da | Ra | Ma | Ta | Sa | Ya | Nga | La |     | Ca  |     |     | I | I |
| Mandailing    | A | Ha | Ka | Ba | Pa | Na | Wa | Ga | Ja  | Da | Ra | Ma | Ta | Sa | Ya | Nga | La | Nya | Ca  |     |     | I | I |
| Pakpak        | A | Ha | Ka | Ba | Pa | Na | Wa | Ga | Ja  | Da | Ra | Ma | Ta | Sa | Ya | Nga | La |     | Ca  |     |     | I | I |
| Toba          | A | Ha | Ka | Ba | Pa | Na | Wa | Ga | Ja  | Da | Ra | Ma | Ta | Sa | Ya | Nga | La | Nya |     |     |     | I | I |
| Simalungun    | A | Ha | Ka | Ba | Pa | Na | Wa | Ga | Ja  | Da | Ra | Ma | Ta | Sa | Ya | Nga | La | Nya | Nda | Mba |     | I | I |

## Galleria d'immagini

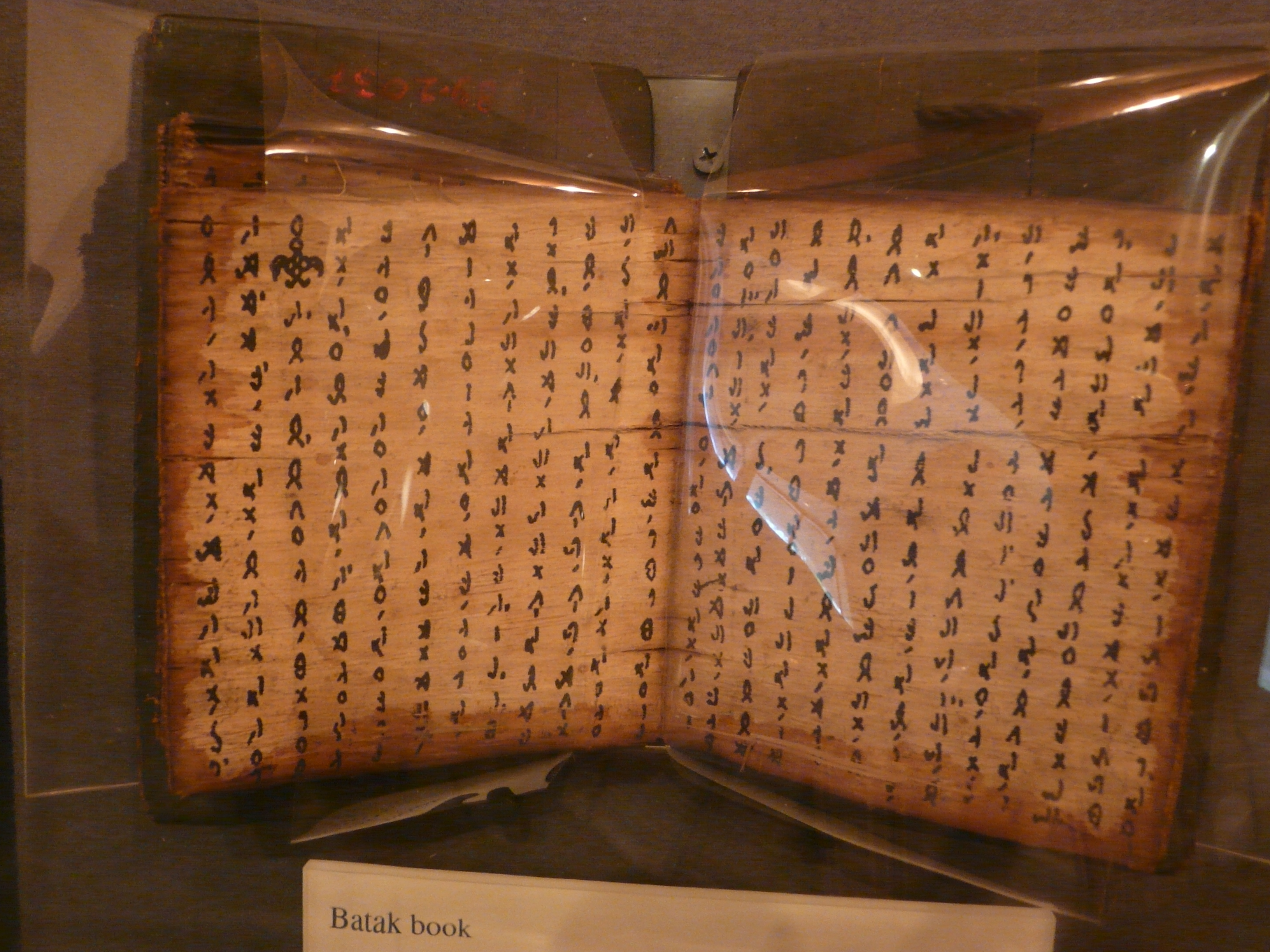
Libro batak sull'arte della divinazione  (Robert C. Williams Paper Museum in Atlanta, Georgia, USA)
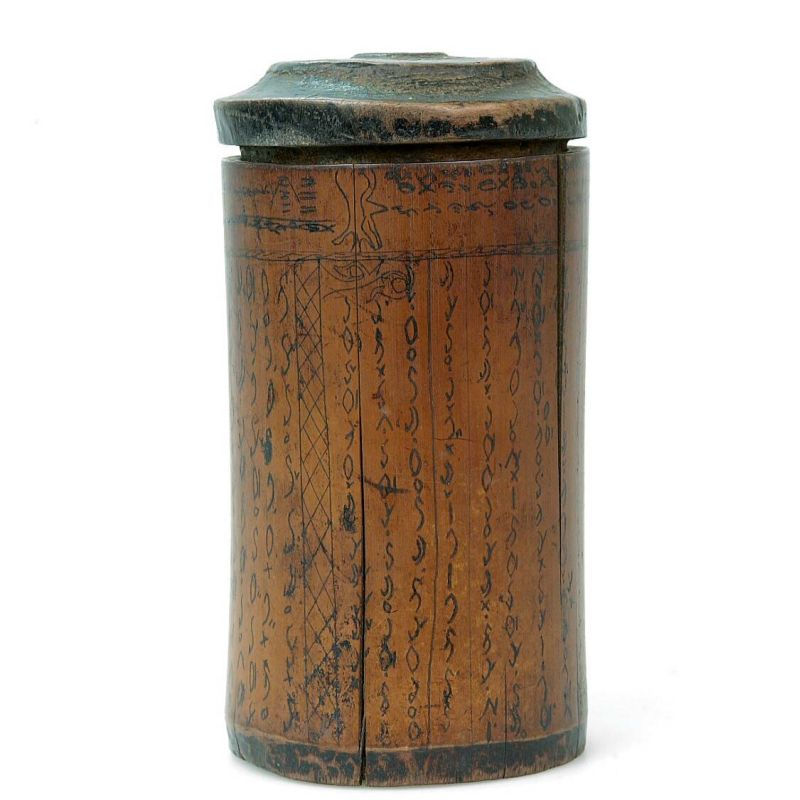
Scrittura batak in un bambù (Museum of the Tropics ad Amsterdam, Paesi Bassi)
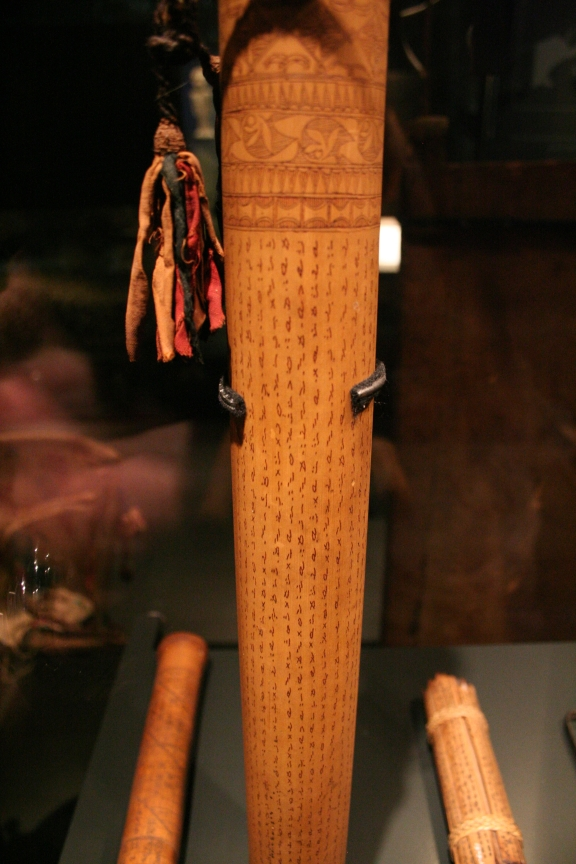
Bamboo con scrittura Batak  (Museo di etnologia di Leiden, Paesi Bassi)
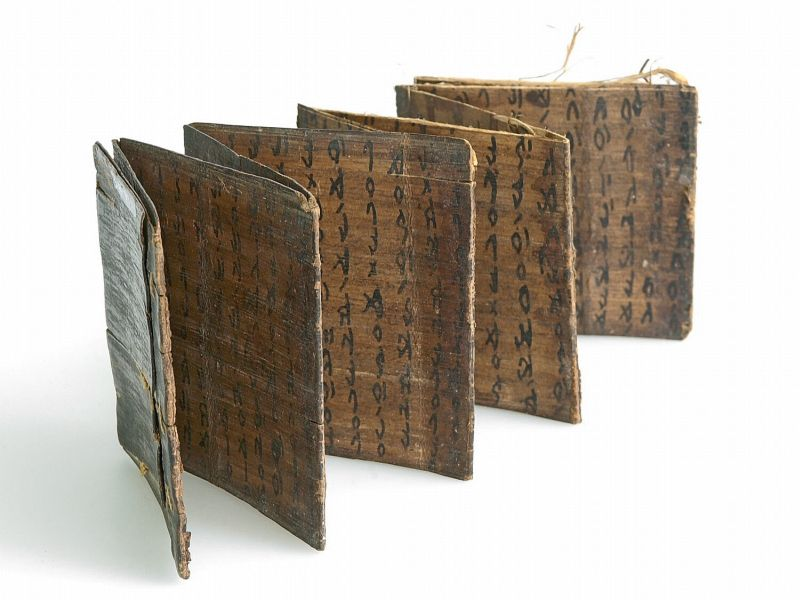
Batak palm leaf book (Museo dei tropici ad Amsterdam, Paesi Bassi)
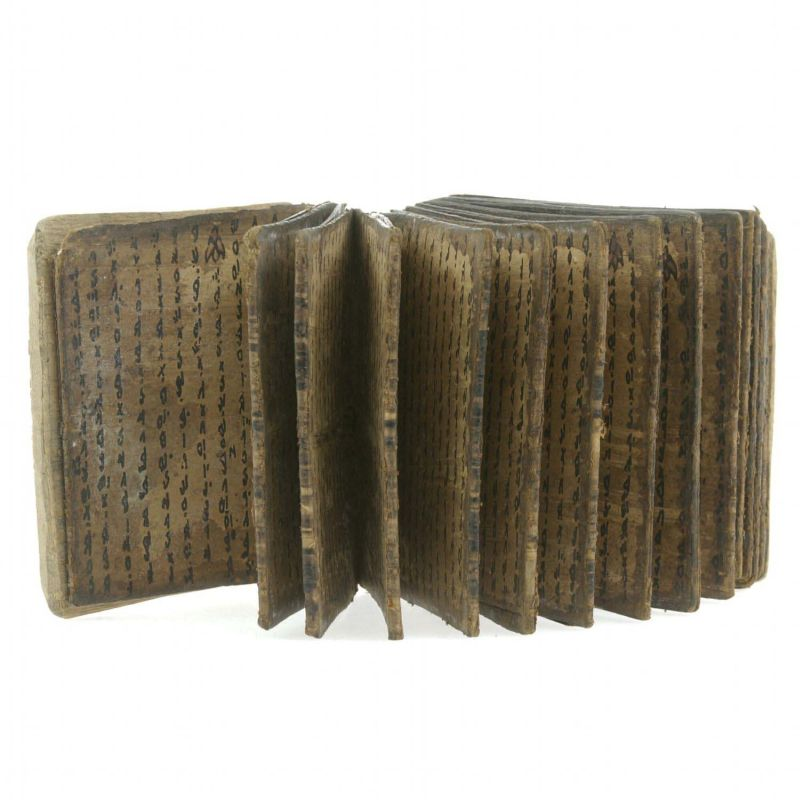
Libro delle formule, ricette, e regole applicate ai preti Batak (Museo dei tropici in Amsterdam, Paesi Bassi)
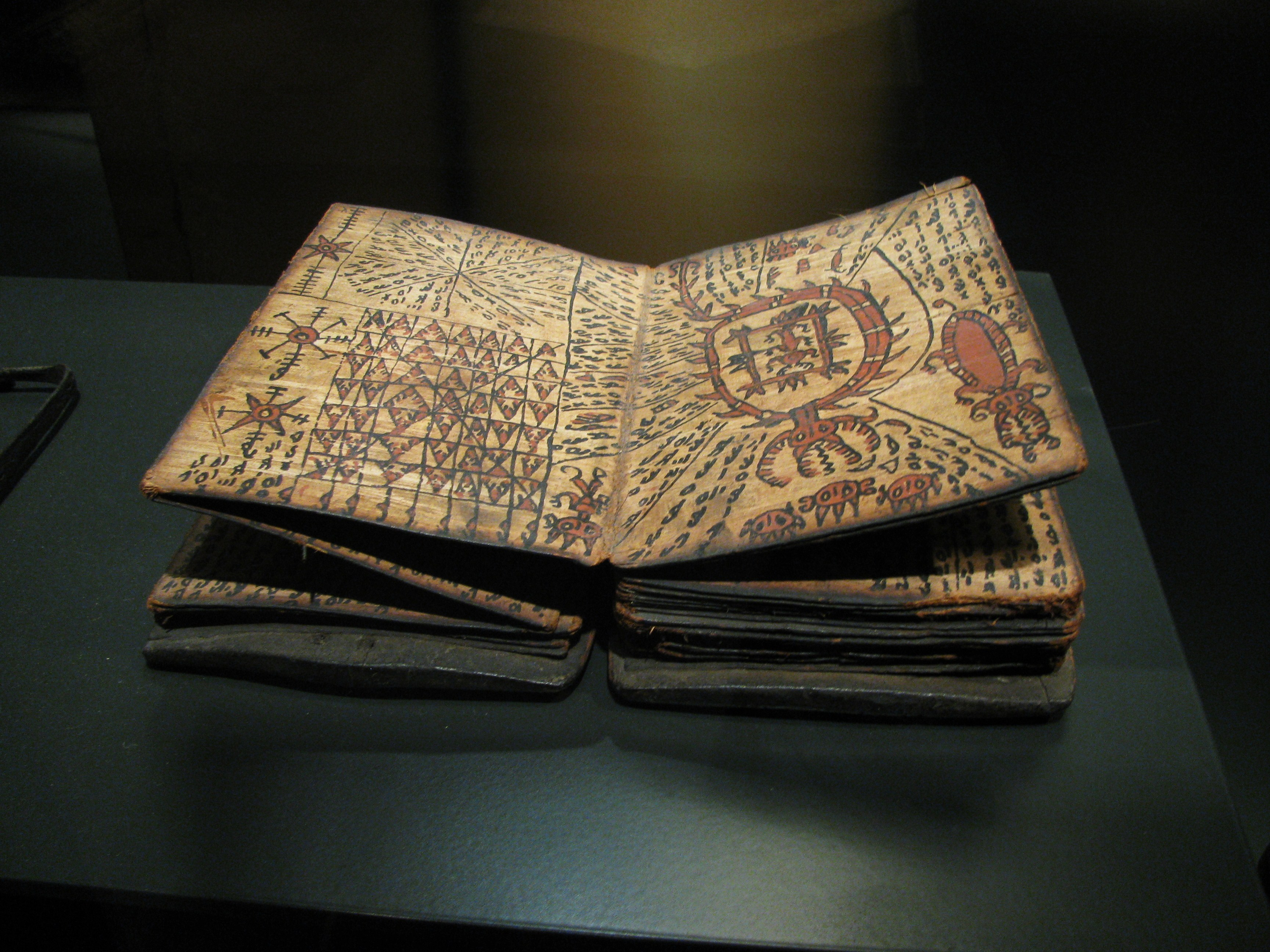
Magic book used by priests of the Toba Batak tribe (Museo nazionale di Etnologia a Leiden, Paesi Bassi)